# 81-es villamos (Brüsszel)
A brüsszeli 81-es jelzésű villamos egy 1914. május 1-jén elindított villamosvonal, ami a Montgomery és a Marius Renard megállók között közlekedik. 2008. június 30-a előtt a Heysel és a Montgomery között közlekedett, de a vonalhálózat átszervezésének keretében a STIB a jelenlegi útvonalára helyezte. A Heysel és a Gare du Midi közötti szakaszon most az 51-es villamos közlekedik.

## Története
A 81-es villamost 1914. május 1-jén indították el, az 51-es villamost (Place Communale de Laeken – Place Sainte-Croix) helyettesítve. Ekkoriban a place Communale de Laekentől (place Bockstael) a Porte de Tervuerenig közlekedett.
1953. november 17.: meghosszabbítják a Porte de Tervuerentől a square Montgomeryig.
1963. május 25.: meghosszabbítják a place Bockstaeltól a Centenaire-ig (a 18-as villamost helyettesítve) és a square Montgomerytől a square Meudon-ig (a 83-as villamost helyettesítve).
1968. március 19.: északi végállomását a place Bockstaelig korlátozzák a STIB vonalhálózat-átszervezésének 5. fázisának keretében.
1975. február 15.: a Montgomeryig korlátozzák a keleti végállomását.
1979. január 29.: meghosszabbítják a Bockstaeltól a square Prince Léopoldig.
1982. október 26.: meghosszabbítják a Centenaire-ig.
1990. október 10.: a Heysel metróállomásig hosszabbítják meg.
1993. június 26.: a jette-i temető felé lett az útvonala elterelve.

### A vonalhálózat átszervezése
A STIB vonalhálózatának átszervezésének keretében, ami 2006 márciusától 2008 nyaráig tartott, a 81-es villamos 2 útvonalmódosításon esett át:
- 2007. július 2-án új útvonalat kapott a Gare du Midi és a Cimetière de Jette között: el lett terelve a 18-as villamos vonalán keresztül, ami meg lett szüntetve, így ezután nem közlekedett az észak-déli földalatti alagútban (Axe Nord-Sud). A tradicionális vonaljelölő zöld színét is lecserélik mályva színűre.
- 2008. június 30-ától kezdve a Gare du Miditől kezdve (nyugat felé) a Marius Renard-ig közlekedik. Az 56-os villamos felhagyott vonalát használja ki, amit a Gare du Nord-ig korlátoznak. A Heysel – Gare du Midi szakaszt az 51-es villamos veszi át. Ettől kezdve a 81-es villamos a Montgomery és a Marius Renard között közlekedik. Zöld színét is visszakapja, amit az első vonalhálózat-átszervezésnél mályvára cseréltek.

## Megállók

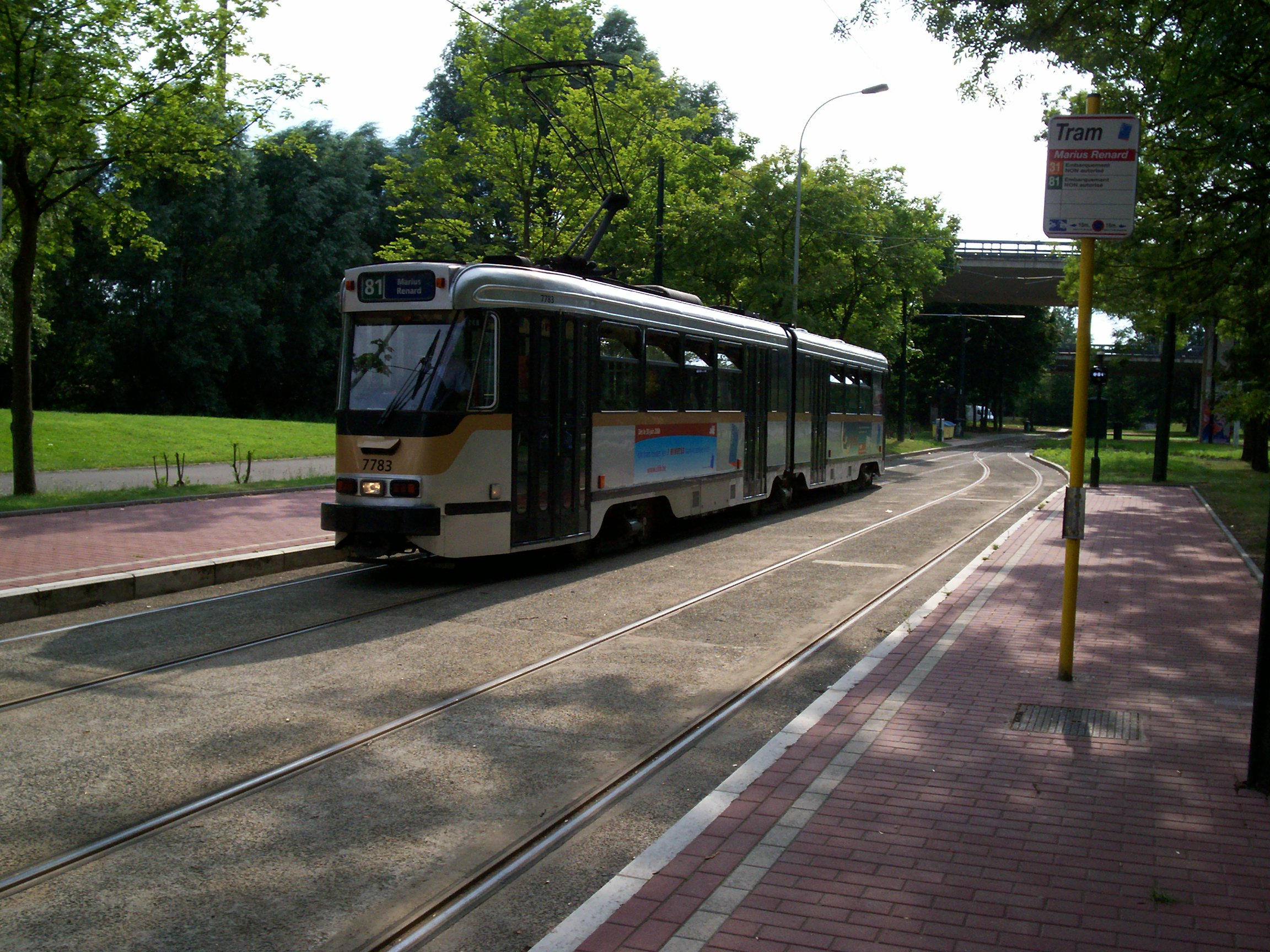
A PCC 7783 a Marius Renard-nál

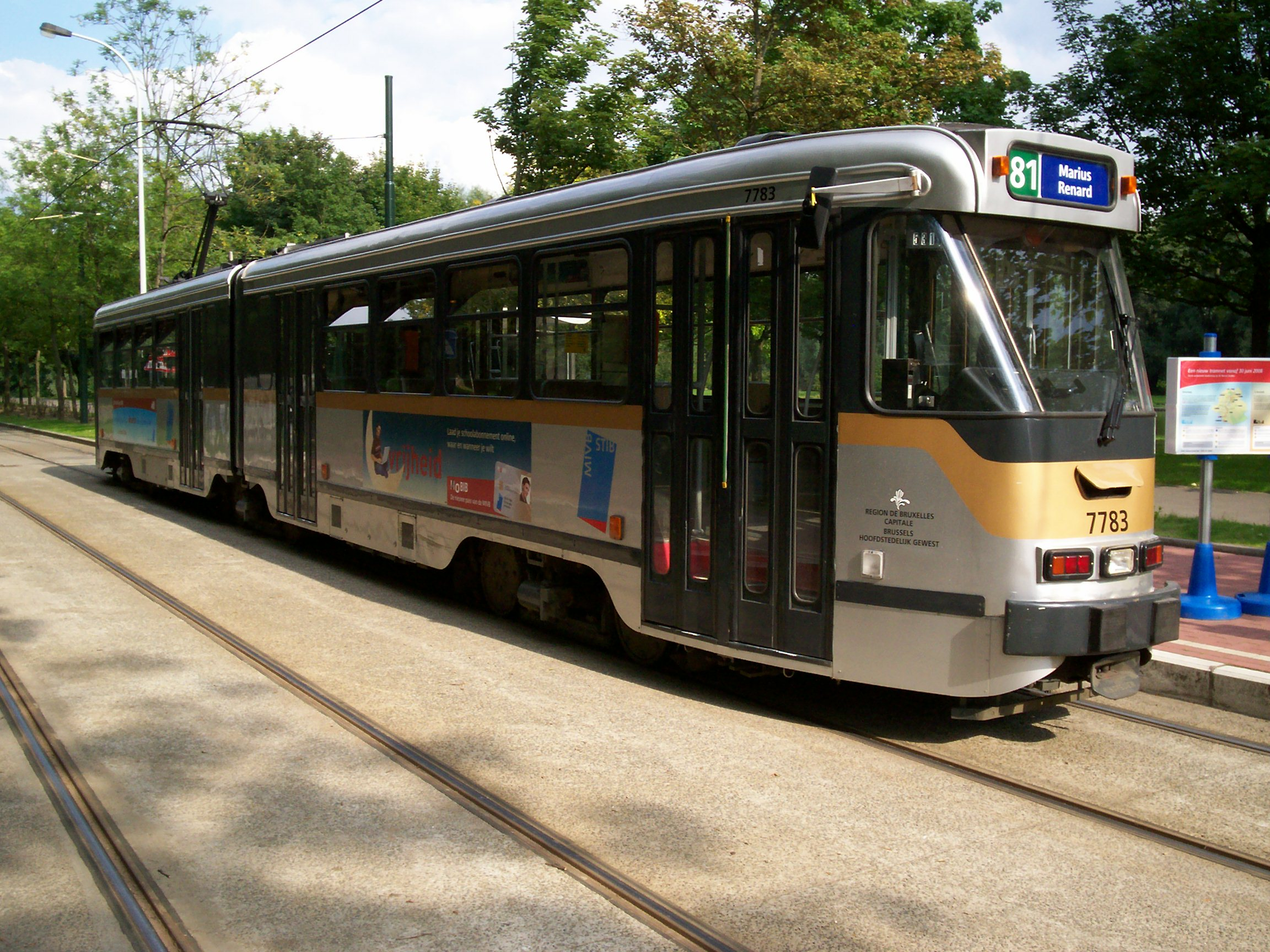
A PCC 7783 a Marius Renard-nál

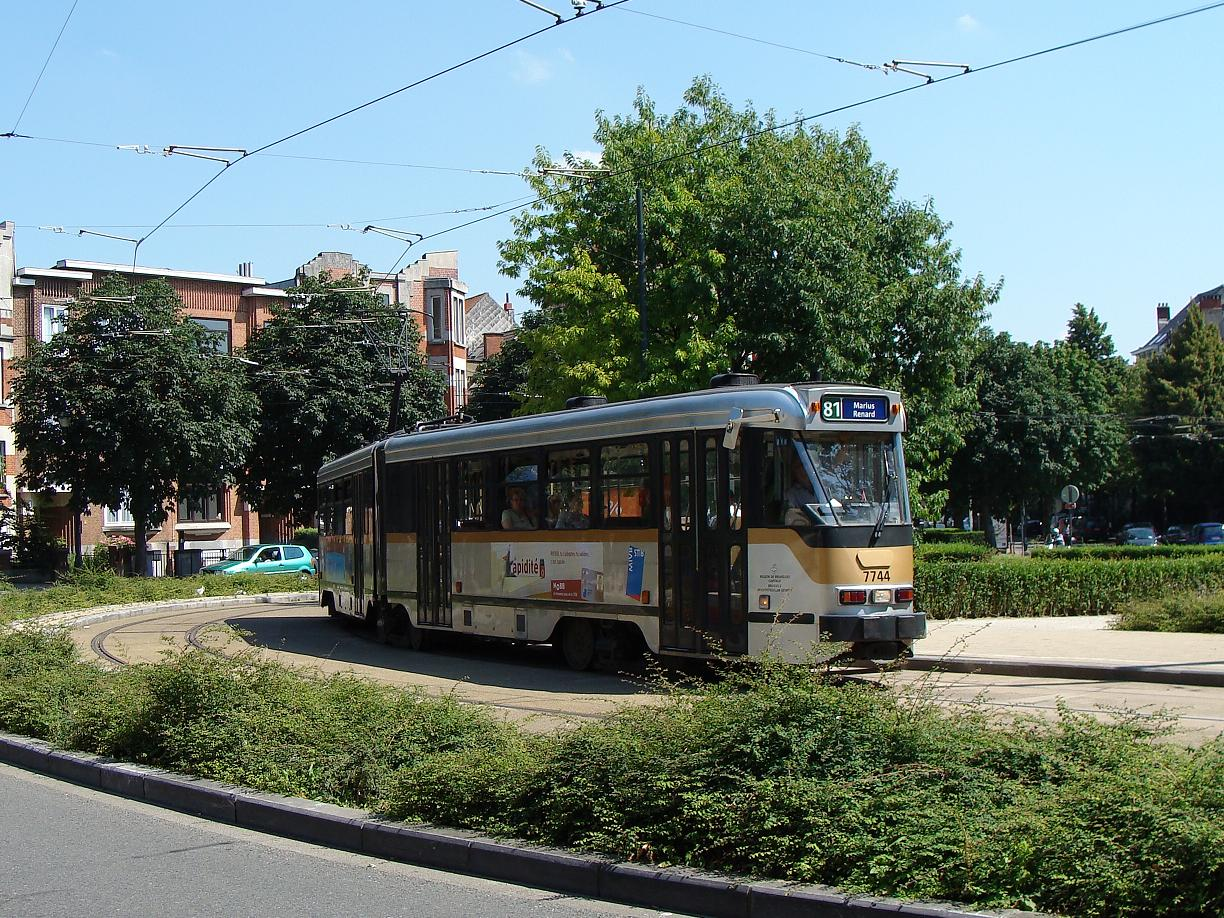
A PCC 7744 a Meirnél

|  |   |  | Megállók                               | Városrészek         | Csatlakozások                                           |
|  | - |  | -------------------------------------- | ------------------- | ------------------------------------------------------- |
|  | o |  | Montgomery                             | Woluwe-Saint-Pierre | 1 – 7 25 39 44 – 22 27 61 80 – N06                      |
|  | o |  | Merode                                 | Etterbeek           | 1 5 – 22 27 61 80 – N06 – SNCB                          |
|  | o |  | Place Saint-Pierre / Sint-Pietersplein | Etterbeek           |                                                         |
|  | o |  | Acacias / Acacia                       | Etterbeek           |                                                         |
|  | o |  | La Chasse / De Jacht                   | Etterbeek           | 34 36 – TEC                                             |
|  | o |  | Église Saint-Antoine / Sint-Antoonkerk | Etterbeek           |                                                         |
|  | o |  | Germoir / Mouterij                     | Etterbeek / Ixelles | 95 – N08                                                |
|  | o |  | Levure / Gist                          | Ixelles             | 59                                                      |
|  | o |  | Flagey                                 | Ixelles             | 38 59 60 71 – N09 N10                                   |
|  | o |  | Dautzenberg                            | Ixelles             |                                                         |
|  | o |  | Bailli / Baljuw                        | Brüsszel            | 93 94 – 54                                              |
|  | o |  | Trinité / Drievuldigheid               | Ixelles             | 54                                                      |
|  | o |  | Janson                                 | Saint-Gilles        | 92 97 – N11                                             |
|  | o |  | Moris                                  | Saint-Gilles        | 97                                                      |
|  | o |  | Lombardie / Lombardije                 | Saint-Gilles        | 97                                                      |
|  | o |  | Barrière / Bareel                      | Saint-Gilles        | 97 – 48 – N12                                           |
|  | o |  | Guillaume Tell / Willem Tell           | Saint-Gilles        |                                                         |
|  | o |  | Bethléem / Bethlehem                   | Saint-Gilles        |                                                         |
|  | o |  | Avenue du Roi / Koningslaan            | Saint-Gilles        | 32 82 – 49 50                                           |
|  | o |  | Suède / Zweden                         | Saint-Gilles        | 32 82 – 49 50                                           |
|  | o |  | Gare du Midi / Zuidstation             | Saint-Gilles        | 2 6 – 3 4 32 51 82 – 27 49 50 78 – SNCB – De Lijn – TEC |
|  | o |  | Bara                                   | Anderlecht          | 78 – De Lijn                                            |
|  | o |  | Fiennes                                | Anderlecht          |                                                         |
|  | o |  | Conseil / Raad                         | Anderlecht          |                                                         |
|  | o |  | Albert I                               | Anderlecht          | 46 – N13                                                |
|  | o |  | Cureghem / Kuregem                     | Anderlecht          | 46 – N13 – De Lijn                                      |
|  | o |  | Douvres / Dover                        | Anderlecht          | 46 – N13                                                |
|  | o |  | Résistance / Verzet                    | Anderlecht          | 46 49 – N13                                             |
|  | o |  | Saint-Guidon / Sint-Guido              | Anderlecht          | 5 – 46 49 – N13 – De Lijn                               |
|  | o |  | Meir                                   | Anderlecht          | 46 49 – N13 – De Lijn                                   |
|  | o |  | Ysaye                                  | Anderlecht          | 75                                                      |
|  | o |  | Van Beethoven                          | Anderlecht          | 75                                                      |
|  | o |  | Frans Hals                             | Anderlecht          |                                                         |
|  | o |  | Parc Vivès / Vivès Park                | Anderlecht          |                                                         |
|  | o |  | Marius Renard                          | Anderlecht          |                                                         |

## Üzemidő

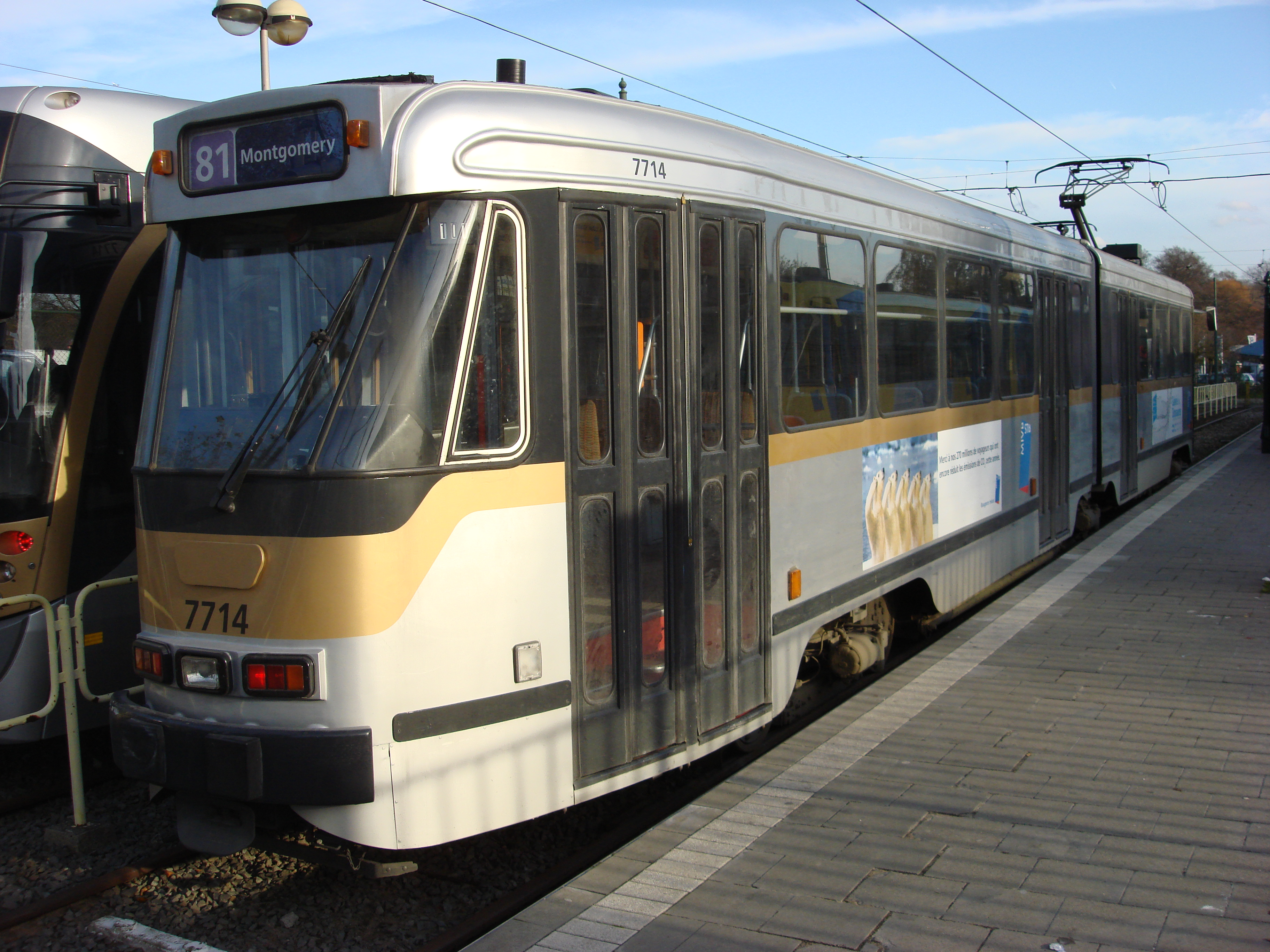
A PCC 7714 a Heyselnél amikor a 81-es vonalnak mályva volt a színe és a Heysel és a Montgomery között közlekedett.

A 81-es villamost a STIB üzemelteti.
Minden nap 4.45 és 20 óra között közlekedik a vonal teljes hosszán. Menetideje kb. 55 perc.
Esténként a 81-es villamos helyett a Gare du Midi és a Marius Renard között a 31-es villamos, a Gare du Midi és a Montgomery között pedig a 83-as villamos közlekedik.

## Járművek
A 81-es vonalon PCC 7700/7800-as – a STIB első kétirányú villamosai – és PCC 7900-as – a vonalhálózat leghosszabb PCC-i – villamosok közlekednek.

## Kapcsolódó oldalak
- Villamos
- STIB

## Külső hivatkozások
A STIB honlapja

A 81-es villamos menetrendje

## Fordítás
- Ez a szócikk részben vagy egészben  a   Ligne 81 du tram de Bruxelles című francia Wikipédia-szócikk ezen változatának fordításán alapul.  Az eredeti cikk szerkesztőit annak laptörténete sorolja fel. Ez a jelzés csupán a megfogalmazás eredetét és a szerzői jogokat jelzi, nem szolgál a cikkben szereplő információk forrásmegjelöléseként.